# Homo sacer
Homo sacer (latin för 'den heliga mannen' eller 'den förbannade mannen') är en historisk gestalt inom den arkaiska romerska rätten: en person som är bannlyst, som kan dödas av vem som helst, men som inte får offras i en religiös ritual. 
Homo Sacer är även titeln på en bok av Giorgio Agamben där författaren diskuterar relationen mellan politik och liv, så kallad biopolitik.